# Christian (Sachsen-Weißenfels)

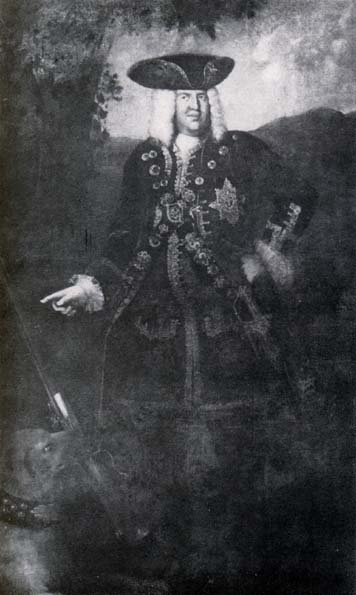
Herzog Christian von Sachsen-Weißenfels – ein leidenschaftlicher Jäger – im Jagdkostüm auf Hund und Flinte zeigend; er trägt den Bruststern des Elefanten-Ordens

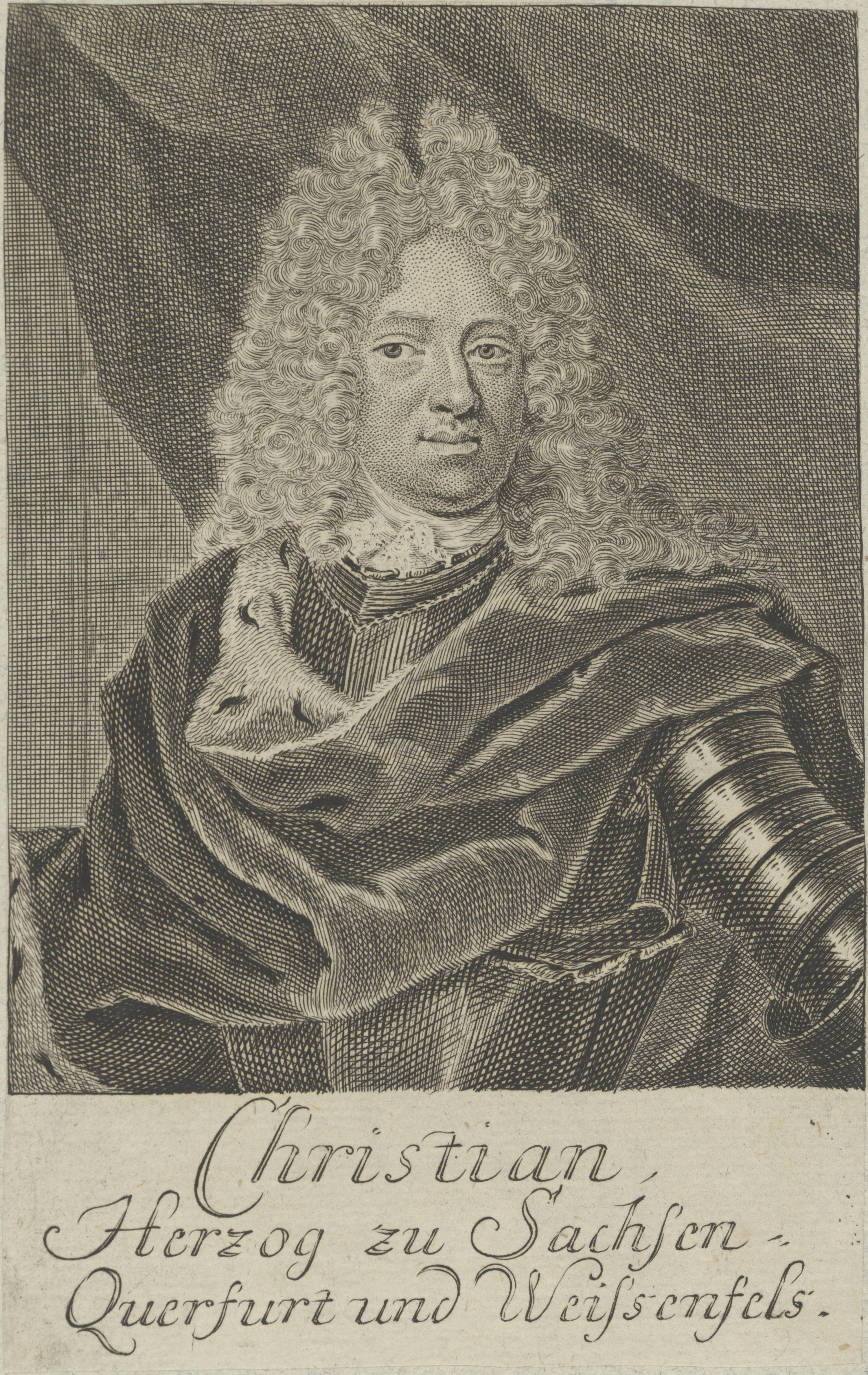
Herzog Christian von Sachsen-Weißenfels im Harnisch und Hermelinmantel und mit Allongeperücke als Zeichen fürstlicher Würde

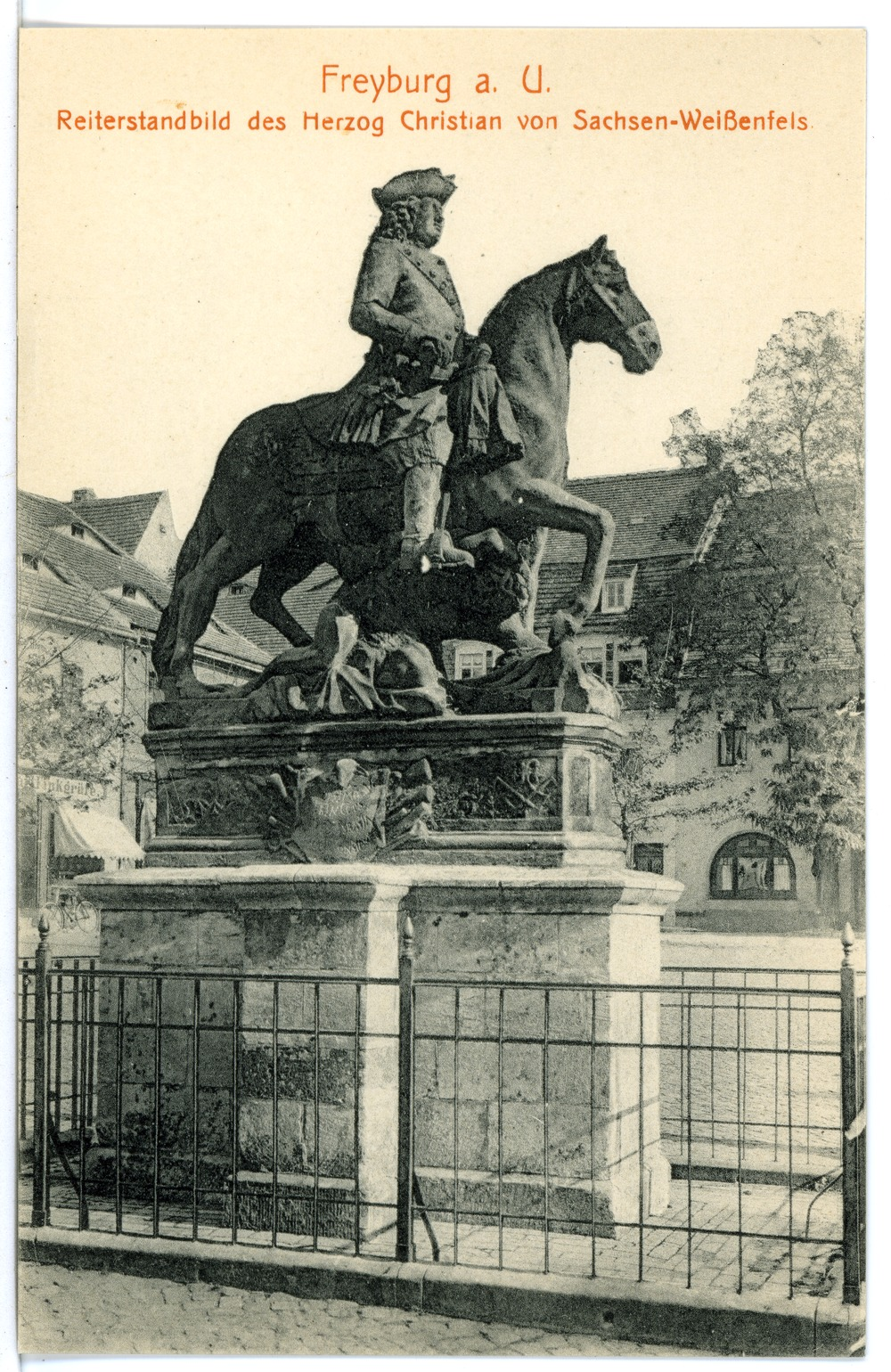
Reiterstandbild des Herzogs Christian von Sachsen in Freyburg (1913)

Christian von Sachsen-Weißenfels (* 23. Februarjul. / 5. März 1682greg. in Weißenfels; † 28. Juni 1736 in Sangerhausen) war der vierte Herzog der kursächsischen Sekundogenitur Sachsen-Weißenfels sowie Fürst von Sachsen-Querfurt und entstammte einer Seitenlinie der albertinischen Wettiner.

## Familie
Christian war der sechste Sohn des Herzogs Johann Adolf I. von Sachsen-Weißenfels und dessen Gemahlin Johanna Magdalena von Sachsen-Altenburg, Tochter des  Herzogs Friedrich Wilhelm II. von Sachsen-Altenburg.

## Regierung im Herzogtum
Herzog Christian trat nach dem Tode seines erbenlosen Bruders Johann Georg 1712 die Regierung im Herzogtum an und führte sogleich die Politik des Mäzenatentums sowie der Förderung von Wissenschaft, Bildung und Kultur seiner Vorgänger fort – so gründete er 1716 zu Weißenfels das Seminarium illustre. Er gab sich jedoch gemeinsam mit seiner Gattin enormer Verschwendung und Prachtentfaltung hin. Auch wurde die Stadt Sangerhausen zunehmend als Nebenresidenz genutzt und das Neue Schloss Sangerhausen entsprechend modernisiert. Die enormen Mittel, die zur Aufwendung dieser weltlichen und musischen Lustbarkeiten notwendig waren, überforderten die sowieso schon angespannten Finanzen des Zwergstaats bei weitem, so dass 1719 der völlige finanzielle Zusammenbruch eintrat. Kursachsen, das immer noch die Oberherrschaft über die albertinischen Nebenlinien ausübte und sich wohl darum sorgte, bei einem bereits absehbaren Anheimfallen von Sachsen-Weißenfels – sowohl der Herzog als auch sein Bruder hatten keine männlichen Nachkommen – auch dessen Schulden übernehmen zu müssen, ließ daher beim Kaiser die Einsetzung einer Debit- und Schuldentilgungskommission beantragen, womit die Handlungsfähigkeit des Herzogs erheblich eingeschränkt wurde.
Gleichzeitig versuchte der Protestant Christian als Oberhaupt der ältesten Linie des Freundbrüderlichen Hauptvergleichs seinen, durch den Übertritt der sächsischen Kurlinie zum Katholizismus entstandenen Ansprüchen auf die Führung des Corpus Evangelicorums Nachdruck zu verleihen, indem er jeweils zu den Reformationsjubiläen 1717 und 1730 aus Anlass der zweiten Säkularfeier der Augsburger Konfession Medaillenprägungen veranlassen ließ.

### „Was mir behagt, ist nur die muntre Jagd“
Vor allem war Herzog Christian jedoch der höfischen Treibjagd in seinem Ziegelrodaer Forst sowie in den Wäldern um Weißenfels, Pölsfeld und Schloss Neuenburg bei Freyburg verfallen. Zu diesen Großereignissen des Adels wurden die Bauern des gesamten Umkreises zu zusätzlichen Fronarbeiten verpflichtet.
Aus Anlass seines 31. Geburtstages 1713 komponierte Johann Sebastian Bach für den Herzog die berühmte Jagdkantate Was mir behagt, ist nur die muntre Jagd (BWV 208) als festliche Tafelmusik mit pastoralem Charakter, die am Abend nach einer ausgedehnten Jagdveranstaltung des Fürsten im Jägerhof an der Nikolaistraße erklang.
Christian wird in Salomon Francks Libretto der Kantate insgesamt viermal genannt und mit dem Hirtengott Pan gleichgesetzt – seine Herrscherqualitäten in der damals üblichen Form einer Huldigungs- und Glückwunschmusik hochgelobt. Die Jagd wird als göttliche Tugend und damit als ein den Fürsten zustehendes Privileg dargestellt. Es ist wahrscheinlich, dass Bach das Stück im Auftrag seines damaligen Dienstherrn Herzog Wilhelm Ernst von Sachsen-Weimar verfasste und es als Geschenk für Christian dienen sollte.
Eine weitere Bachsche Geburtstagskantate für Herzog Christian folgte mit der sogenannten Schäferkantate BWV 249a. Die Huldigungskantate O angenehme Melodei (BWV 210a) widmete ihm Bach anlässlich seines Besuchs in Leipzig und führte sie am 12. Januar 1729 erstmals auf. Für Bach waren die Aufträge lohnend, da er dadurch 1729 zum „Fürstlich sächsisch-weißenfelsischen Hofkapellmeister von Haus aus“ ernannt wurde.

### Tod, Begräbnis und Nachfolge
Herzog Christian starb erblindet und wurde in einem Zinnprunksarg in der Fürstengruft der Schlosskirche von Neu-Augustusburg beigesetzt.
Da er keinerlei Nachkommen hinterließ, ging der herzogliche Thron auf seinen Bruder Johann Adolf II. über.

## Ehe und Nachkommen
Seine Ehe schloss er am 11. Mai 1712 in Stolberg mit Gräfin Luise Christiana zu Stolberg-Stolberg (1675–1738), verwitwete Gräfin von Mansfeld-Eisleben, der Tochter des Grafen Christoph Ludwig I. zu Stolberg-Stolberg aus dessen Ehe mit Prinzessin Luise Christine von Hessen-Darmstadt.
Anlässlich der Heirat machte Kurfürst Friedrich August der Starke von Sachsen dem Paar den Weißenfelser Jagdpokal zum Geschenk – eine kostbare und aufwendig gestaltete Goldschmiedearbeit mit Emailmalereien der Gebrüder Johann Melchior, Georg Christoph und Georg Friedrich Dinglinger, die mit allerlei Symbolik die Vorliebe Christians für die Jagd aufgreift. Der Pokal gelangte nach dem Aussterben der Nebenlinie wieder in den Besitz der kurfürstlichen Schatzkammer und wird heute im Grünen Gewölbe gezeigt.
Die Ehe blieb kinderlos.